# LADR
Der LADR Laborverbund Dr. Kramer & Kollegen ist ein ärztlich geführter Zusammenschluss unabhängiger laborärztlicher medizinischer Versorgungszentren (MVZ) und Labore. Sie führen jeweils das Kürzel LADR in ihrem Namen. Dieses ist auf die 1974 erstmals verwendete Formulierung Laborärztliche Arbeitsgemeinschaft für Diagnostik und Rationalisierung zurückzuführen. 
Der LADR Laborverbund dient der Repräsentation seiner Mitgliedslabore, der regionalen LADR Laborgesellschaften sowie als fachlich-ärztliches Konsiliarnetzwerk aus Experten, die gemeinsam Fachinformationen und Fachfortbildungen zur Verfügung stellen. Die LADR Laborzentren erbringen regional labormedizinische  Leistungen in verschiedenen Bereichen. Dazu zählen die labordiagnostische Patientenversorgung durch Laboratoriumsmedizin, Hygiene, Infektiologie und medizinische Mikrobiologie sowie Humangenetik, Pathologie und Transfusionsmedizin. Unter der Marke LADR Biofocus gehören ferner Leistungen im naturwissenschaftlichen Bereich mit Lebensmittelchemie und Lebensmittelmikrobiologie sowie Wasser- und Umweltanalytik mit zum Verbund. Zum Portfolio zählt auch Spezialanalytik im Bereich Abstammungsanalyse bei Menschen.

## Geschichte

### Gründung und erste Jahre

Genehmigung zur Errichtung des medizinischen Labors

Der Gründer: Siegfried Kramer

Nach Ende des Zweiten Weltkrieges in Deutschland wurde medizinisches Fachpersonal durch die alliierten Truppen akquiriert. Die Stadt Geesthacht war zuvor aufgrund der Dynamitfabrik Krümmel Ziel von Bombenangriffen gewesen. In Städten, Dörfern und Flüchtlingslagern drohten Seuchen und Krankheiten auszubrechen. Die Besatzerbehörden erklärten die Region daher zum Notstandsgebiet. Am 31. Mai 1945 erteilte die 27. Field Surgical Unit der Britischen Armee dem promovierten Arzt Siegfried Kramer (27. Dezember 1912–25. März 1996) aufgrund seiner bakteriologischen Qualifikation die Betriebserlaubnis für eine private Laborpraxis. Dies war die erste Laborarztpraxis in Deutschland und die „Keimzelle“ des LADR Laborverbundes, die sich zum LADR Zentrallabor Dr. Kramer & Kollegen weiterentwickelte. Im Susannen-Haus der ehemaligen Lungenheilanstalt Edmundsthal-Siemerswalde begann der Aufbau einer bakteriologisch-serologischen sowie medizinisch-chemischen Untersuchungsanstalt. Im Mittelpunkt standen anfänglich Analysen von Proben aus Lagern und Krankenhäusern insbesondere auf Typhus, Paratyphus, Fleckfieber und Geschlechtskrankheiten.

### 1950 bis 2000
Am 1. Juni 1950 wurde in der Nähe des Krankenhauses in Geesthacht der heutige Standort in der Lauenburger Straße eingeweiht. Krankenhäuser, Ämter und niedergelassene Ärzte der Region wurden zunächst über einen improvisierten Kurierdienst angefahren. Eine zentrale Wasserversorgung und Kanalisation existierten damals nicht. Im Auftrag des Gesundheitsamtes nahmen Siegfried Kramer und seine Mitarbeiter daher regelmäßig Wasseruntersuchungen von Trinkwasserbrunnen vor. Bis Ende der 1960er Jahre erweiterte das Labor sein Leistungsspektrum und investierte fortlaufend in neue Laborgerätschaften und -apparaturen, vor allem, um dem wachsenden Bedarf nach medizinischen Laboruntersuchungen gerecht zu werden.
Zu Beginn der 1970er Jahre erstarkte die Umweltbewegung und der Bedarf an Wasser- und Bodenanalysen stieg. Toxikologische Untersuchungen wurden Teil des Analysenspektrums. Strenge Qualitätsanforderungen, die wachsende Zahl gesetzlicher Vorschriften, ein erhöhter Technisierungsgrad sowie sinkende Durchlaufzeiten veränderten die Laborarbeit. Der Laborgründer und sein Sohn Detlef Kramer (4. Oktober 1943 – 4. Mai 2019) überzeugten vor diesem Hintergrund viele Kollegen von einer Kooperation. 1974 wurde die Arbeitsgemeinschaft südholsteinischer Ärzte zunächst regional gegründet. Noch im selben Jahr entstand die überregionale Arbeitsgemeinschaft für Diagnostik und Rationalisierung. 1977 trat Detlef Kramer, ebenfalls promovierter Mediziner, in die ärztliche Geschäftsleitung des Labors ein.
Unabhängig von der laborärztlichen Tätigkeit kam es 1985 zur Gründung der ISG Intermed Service GmbH & Co. KG. Der bestehende Kurierdienst für den Transport medizinischer Laborproben von Patienten sollte auch für die Belieferung mit medizinischem Verbrauchsmaterial genutzt werden. Heute konzentriert sich die ISG Intermed Service GmbH & Co. KG über den Probentransport hinaus auf die Versorgung von Anbietern im Gesundheitswesen mit Praxis- und Sprechstundenbedarf, mit Medizintechnik und weiteren logistische Dienstleistungen.
1995 wurde das Labor Vita Oy in Finnland gegründet, womit der Verbund erstmals international agierte. 1999 zählte der LADR Laborverbund in Deutschland elf kooperierende Fachlaboratorien und medizinische Versorgungszentren und kooperierte mit 30 Laborgemeinschaften.

### Im 21. Jahrhundert
Im Jahr 2005 firmierte das Gründungslabor in Geesthacht in die LADR GmbH MVZ Dr. Kramer & Kollegen um. 2012 übernahm der Internist und Labormediziner Jan Kramer, als Mediziner promoviert und habilitiert, in dritter Generation die ärztliche Leitung und Geschäftsführung der LADR GmbH MVZ Dr. Kramer & Kollegen (Markenname: LADR Zentrallabor Dr. Kramer & Kollegen) sowie die ärztliche Geschäftsführung aller Laborgesellschaften im LADR Laborverbund. Im Sommer desselben Jahres wurde auch der Neubau des Geesthachter Standortes abgeschlossen. Die 2500 m² moderne Laborflächen entstanden auf dem Gelände des Traditionsunternehmens. Für den Bau wurden regionale Unternehmen engagiert, eine Klimatechnik mit Wärmerückgewinnung installiert und der Gebäudetrakt an das städtische Fernwärmenetz angeschlossen. Die vollautomatisierte Laborstraße der Abteilung für Hämatologie wurde im selben Jahr vom japanischen Hersteller Sysmex zum europäischen Referenzlabor erklärt. Im Juli 2017 wurde die Abteilung Molekularbiologie dieses Labors in Geesthacht für die innovative Diagnostik zur Identifikation von Tumor-Mutationen aus dem Blut (Liquid Biopsy, flüssige Biopsie) zum Exzellenzzentrum erklärt.
Während der COVID-19-Pandemie in Deutschland waren LADR Zentrallabore in der Diagnostik aktiv. Zudem bot die Gruppe mobile Teststationen für Reiserückkehrer an. Im LADR Zentrallabor und in weiteren LADR-Laboren wurden auch SARS-CoV-2-Mutationen untersucht. Im Zuge der Pandemie kam es zu einem vorübergehenden Rückgang der Routinediagnostik (minus 70 %), sodass Kurzarbeit in allen Bereichen außer der molekularen Virusdiagnostik angeordnet werden musste. Die zusätzlichen COVID-19 Tests konnten das Defizit zunächst nicht kompensieren. Im weiteren Verlauf der Pandemie zählten die LADR-Labore zu den stark beanspruchten labormedizinischen Leistungserbringern.
Im Dezember 2024 schloss sich der Familienverbund Dr. Kramer & Kollegen mit den LADR-Laboren sowie der Intermed und den patientennahen Bereichen der australischen Sonic Healthcare an, sind aber im Sonic-Verbund als integrierte Gruppe eigenständig. Tobias Kramer, Enkel des Firmengründers, ist seit 2024 als Facharzt für Mikrobiologie, Virologie und Infektionsepidemiologie, Facharzt für Hygiene und Umweltmedizin und Experte für Antibiotika (Antibiotic Stewardship) in die Ärztliche Leitung des LADR Fachservice Hygiene eingetreten und koordiniert mikrobiologisch-infektiologische Themen im Verbund.

## Gegenwart

### Verbundstruktur

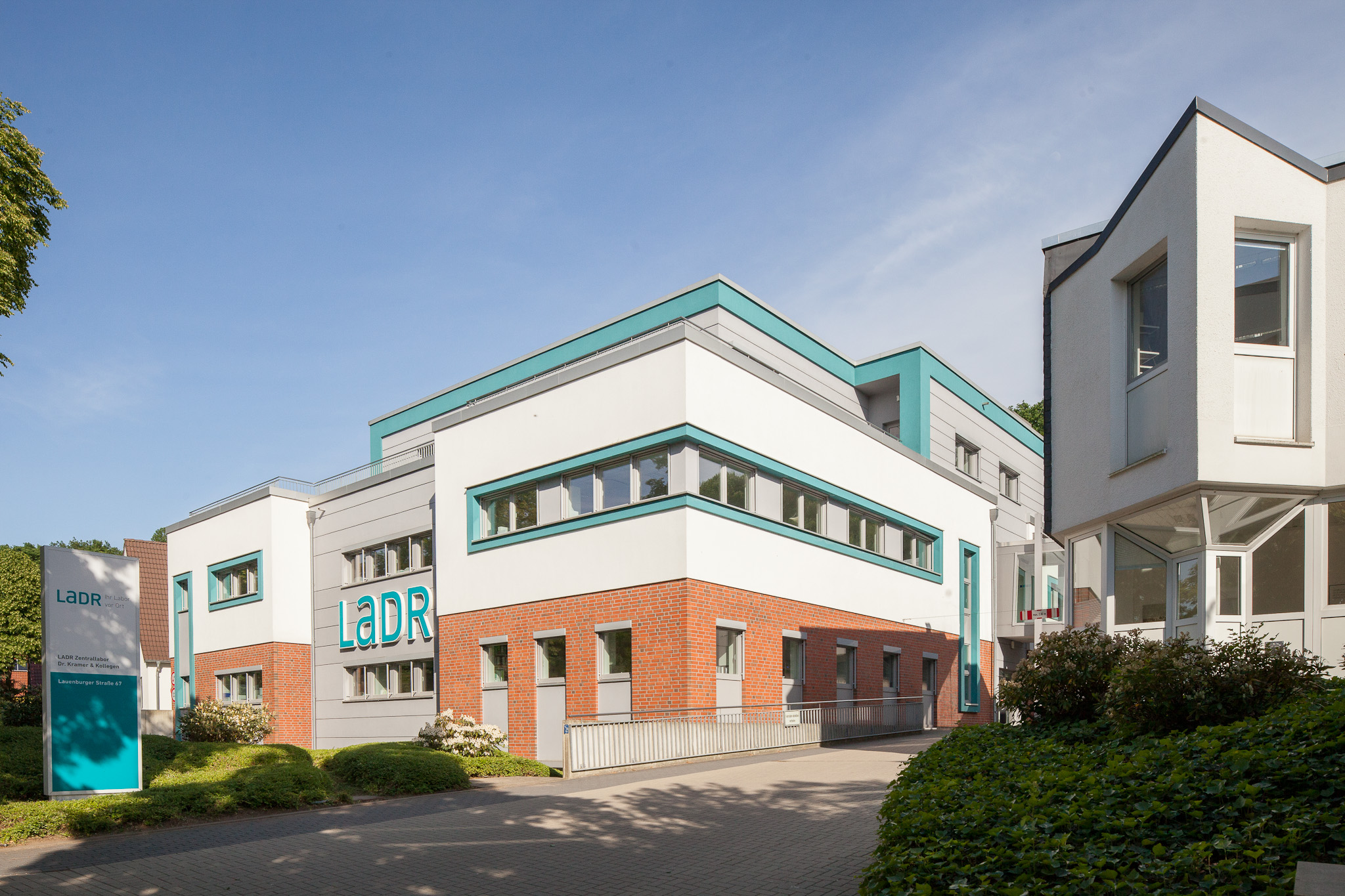
Das LADR Zentrallabor Dr. Kramer & Kollegen in Geesthacht (2018)

Der Laborverbund besteht aus rund 30 selbständig agierenden Einzelgesellschaften. Als deren Holding fungierte von 2012 bis 2025 die ISG Intermed Holding GmbH & Co. KG (Sitz: Geesthacht), die sich in der Inhaberschaft von zwei Ärzten der Familie Kramer befindet.
Nach dem behördlich genehmigten Zusammengehen mit Sonic Healthcare agiert der LADR Laborverbund seit Juli 2025 innerhalb von Sonic Healthcare als integrierte Gruppe eigenständig. Jan Kramer und Tobias Kramer bleiben über wesentliche Rückbeteiligungen unternehmerisch und als Fachärzte leitend tätig.
Zum Verbund zählen 19 Facharztlabore, mehr als 40 assoziierte Laborgemeinschaften und mehr als 20 Krankenhauslabore (Stand: Juli 2025). Die große Mehrheit aller Labore liegt in Norddeutschland. International zählen zum Verbund neben einer Gesellschaft in Helsinki Gesellschaften beziehungsweise Beteiligungen in Katowice (Polen) und Cluj (Rumänien).
Die ISG Intermed Service GmbH & Co. KG (Intermed) tritt heute als spezialisierter Dienstleister für medizinische Unternehmen innerhalb und außerhalb des LADR Laborverbundes auf.
Die LADR GmbH MVZ Dr. Kramer & Kollegen mit Sitz in Geesthacht, Rechtsnachfolger der „Keimzelle“ des Verbundes, wird im Abschluss der ISG Intermed Holding GmbH & Co. KG vollkonsolidiert. Das trifft auch für weitere zwölf Unternehmen zu, die das Kürzel LADR im Firmennamen führen.

### Leistungsspektrum

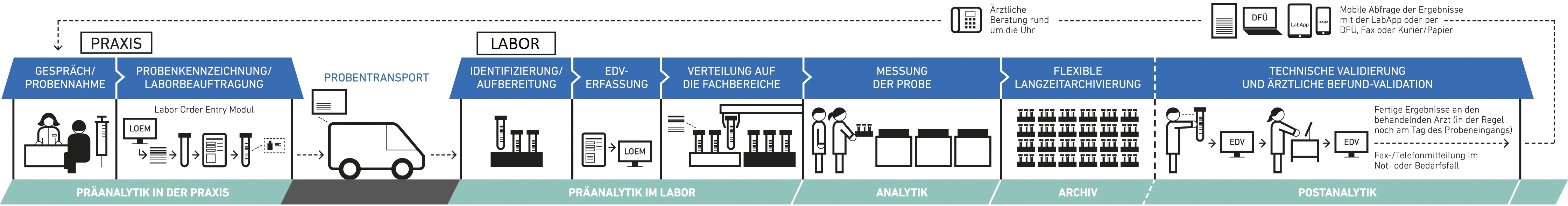
Schema eines Probenlaufes in medizinischen Laboren

Für den LADR Laborverbund ist die medizinisch-laborärztliche Diagnostik in der Patientenversorgung zentral. Etwa 11.000 unterschiedliche Untersuchungsverfahren können durchgeführt werden. Mehr als 400 Kliniken und mehr als 20.000 niedergelassene Ärzte gehören zu den Einsendern des LADR Laborverbundes (Stand: Dezember 2024).
Zu den weiteren diagnostischen Leistungen zählen die Lebensmittelanalytik, die Wasser- und Umweltanalytik sowie Hygieneservices. Seit Anfang 2024 werden diese Bereiche  unter der Marke LADR Biofocus gebündelt.
Um den Bürokratieabbau im Gesundheitswesen voranzutreiben und Arztpraxen bei der papierlosen Laborbeauftragung mit qualifizierter elektronischer Signatur zu unterstützen, wurde mit dem Labor Order Entry Modul (LOEM) ein Pilotprojekt mit der kassenärztlichen Bundesvereinigung gestartet. Nach der erfolgreichen Testphase erfolgte die Zulassung. Mitte 2017 begann der bundesweite Einsatz.
Die bundesweite Proben- und Befundlogistik übernimmt die ISG Intermed Service GmbH & Co. KG. Außerdem beliefert das Partnerunternehmen des LADR Laborverbundes vornehmlich Arztpraxen, medizinische Labore und Versorgungszentren, Krankenhäuser sowie weitere Akteure im Gesundheits- und Pflegemarkt mit medizinischen Verbrauchsmaterialien und Medizinprodukten. Dienst- und Serviceleistungen, zum Beispiel in den Bereichen Hygiene- und Qualitätsmanagement, Entsorgungsdienste (Praxisabfälle, Aktenvernichtung), messtechnischer Kontrollen, sicherheitstechnische Kontrollen und Briefbeförderung ergänzen dieses Leistungsspektrum.
2015 wurde die Idee einer plastiksparenden Transportbox für Blutproben entwickelt, „TraDiaBlu“ genannt, die drei Jahre später marktreif war.

Aufnahmen aus den Labors
Blutstraße: Interpretation von Messergebnissen
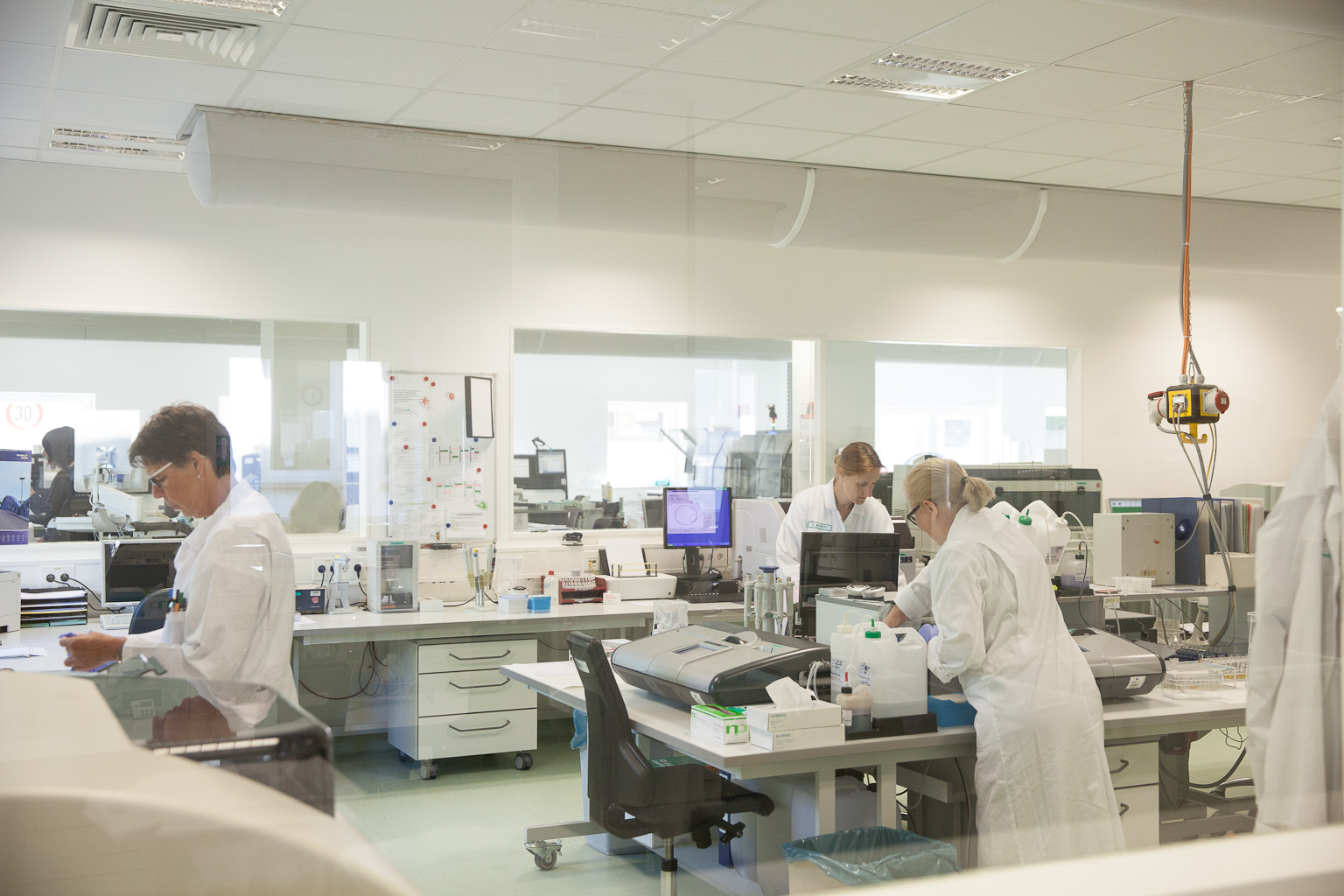
Fachpersonal bei Analysen
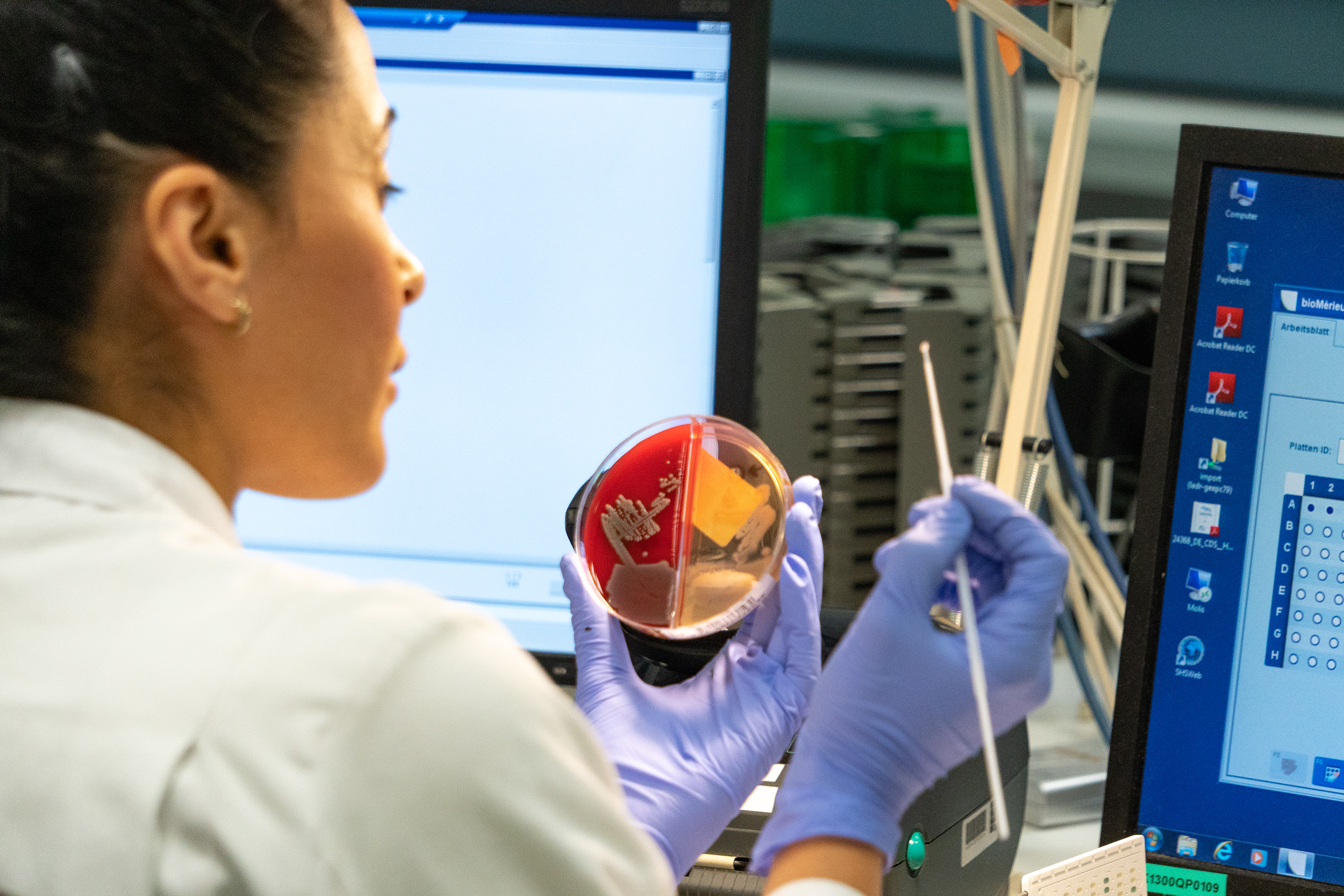
Mikrobiologische Tätigkeit

### Personal
Nach dem Gründer Siegfried Kramer und dessen Sohn Detlef Kramer stehen die Enkel Jan Kramer und Tobias Kramer für die ärztliche Familientradition. Rund 4.000 Menschen arbeiten in den regional unabhängigen Unternehmen des Verbundes. Über 170 von ihnen sind Laborärzte, Humangenetiker, Mikrobiologen, Pathologen und Naturwissenschaftler sowie Spezialisten aus klinischen Fachgebieten.
Die regional unabhängigen Unternehmen des Verbundes bilden in unterschiedlichen Bereichen aus. Dazu gehören Berufe des Medizin- und Laborwesens, des Lagerwesens, der Logistik, der Informatik sowie kaufmännische Professionen.
An vier Standorten der Facharztlabore existieren Betriebsratsgremien. Einen Gesamt- oder Konzernbetriebsrat gibt es nicht. Die Lohnstruktur an den Laborstandorten ist uneinheitlich. Der Verbund setzt auf Betriebsvereinbarungen. Wie in der Laborbranche üblich existiert kein Tarifvertrag für die Angestellten.

## Engagement
Der LADR Laborverbund zählt zu den Gründungsmitgliedern der Interessenvertretung ALM – Akkreditierte Labore in der Medizin e. V.
Über die ISG Intermed Holding GmbH & Co. KG zählt auch das gemeinnützige Auxilium Hospiz in Geesthacht zum Verbund. Dieses stationäre Hospiz verfügt über 14 Einzelzimmer.
Die LADR Akademie für interdisziplinäre Weiterbildung in der Medizin e. V. (kurz: LADR Akademie) richtet ihre Fortbildungs-, Schulungs- und Veranstaltungsangebote an Interessierte aus Medizin und Laborwesen.
Das als Kino, Kleinkunstbühne und Theater fungierende Veranstaltungszentrum kleine Theater Schillerstraße erhielt im Juli 2010 einen zusätzlichen Kinosaal, der von der Familie Kramer ausgestattet wurde. Bei einer Aufführung der Niederdeutschen Volksbühne verstarb Detlef Kramer am 4. Mai 2019 in dem von ihm erbauten Theatersaal.
Am Elbufer wurde der Pfad der Menschenrechte mitfinanziert.
Jan Kramer und Tobias Kramer sind Gründungsstifter der Bürgerstiftung Danke Geesthacht.
Zusammen mit dem Institut für Chemie und Metabolomics der Universität zu Lübeck wird mittels NMR-Spektroskopie und NGS Methodenentwicklung zur Authentizität von Gewürzen und Kräutern betrieben.